# Phalacrotophora proclinans
Phalacrotophora proclinans är en tvåvingeart som beskrevs av Rudolf Beyer 1965. Phalacrotophora proclinans ingår i släktet Phalacrotophora och familjen puckelflugor. Inga underarter finns listade i Catalogue of Life.